# Olaf Fønss

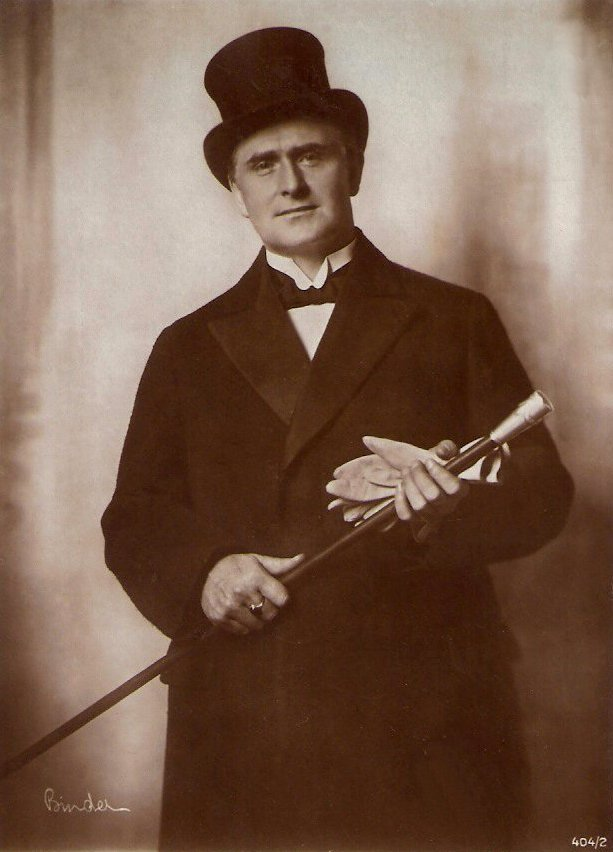
Olaf Fønss.

Olaf Holger Axel Fønss född 17 oktober 1882 i Århus död 3 november 1949, var en av Danmark och Tysklands största stumfilmsaktörer samt regissör och författare. Han var bror till operasångaren Johannes Fønss och skådespelaren Aage Fønss och gift med skådespelaren Thilda Fønss. 
Fønss debuterade som skådespelare vid Dagmarteatret 1903 i pjäsen Dansen på Koldinghus. Han fick sin skolning som skådespelare av Emanuel Larsen redan som 16-åring efter att han lämnat barndomshemmet i Århus. Han lämnade Dagmarteatret 1914 för ett kortare engagemang vid Kasino-Teatret därefter arbetade han som gästskådespelare vid Betty Nansen Teatret under flera år. Han genomförde sitt sista scenframträdande 1932 som gästskådespelare vid Folketeatret. Som filmskådespelare debuterade han 1912 hos Skandinavisk-Russisk Handelshus där han medverkade i fyra filmer. 1913 engagerades han av Nordisk Film där han fick spela huvudrollen i ett trettiotal filmer. En av hans största roller blev filmatiseringen av Gerhart Hauptmanns roman Atlantis. Han lämnade Nordisk Film i slutet av 1915 för att spela huvudrollen i Deutsche Bioscop filmserie Homunculus. Efter att han medverkat i sex tyska filmer återvände han till Danmark 1917 och övertog Valdemar Psilander produktionsbolag efter dennes plötsliga död.
Under bolagsnamnet Dansk Film Co. producerade han under 1917 sex filmer där han själv spelade en av huvudrollerna. Företaget bytte senare namn till Dansk Astra Film och producerade ytterligare 12 filmer med två i regi av Fønss. När konkurrensen på den internationella filmmarknaden ökade bestämde sig Fønss för att lägga ner produktionsbolaget. Han sökte sig åter till Tyskland där han var anställd vid olika tyska filmbolag 1921-1926. I mitten på 1920-talet reste han till USA för att försöka hitta kapital för dansk filmproduktion, eller amerikanska bolag som var villiga att lokalisera sin verksamhet till Danmark. Mellan 1932 och 1946 var han verksam vid den danska filmcensuren. 1936-1938 var han ordförande för det nordiska skådespelarförbundet. Tillsammans med Asta Nielsen gick han kort tid före sin död ut ur det Dansk Skuespillerforbund, på grund av förbundets undvikande hållning mot den danska justitieministern och teaterstödet. Avhoppet från förbundet väckte stor uppmärksamhet eftersom de båda var hedersmedlemmar och Fønss dessutom tidigare varit ordförande för förbundet under 14-år.

## Filmografi
- 1917 – En ensom kvinde
- 1914 – Guldkalven
- 1913 – Atlantis
- 1912 – Konfetti
- 1912 – Zigøjnerorkesteret